# Aleksandr Szybałow
Aleksandr Nikonorowicz Szybałow (ros. Александр Никонорович Шибалов, 1913–1987) – radziecki polityk.

## Życiorys
W 1933 ukończył technikum rolnicze, 1933-1942 pracował jako starszy zootechnik w hodowlanej stacji doświadczalnej, 1942-1946 służył w Armii Czerwonej, od 1945 należał do WKP(b), od 1947 był funkcjonariuszem partyjnym i państwowym. W latach 1957–1961 był I sekretarzem Komitetu Miejskiego KPZR w Gatczynie, od 1961 do stycznia 1963 sekretarzem Leningradzkiego Komitetu Obwodowego KPZR, od 18 stycznia 1963 do 15 grudnia 1964 II sekretarzem Leningradzkiego Wiejskiego Komitetu Obwodowego KPZR, a od 15 grudnia 1964 do maja 1968 ponownie sekretarzem Leningradzkiego Komitetu Obwodowego KPZR. Od maja 1968 do listopada 1980 był przewodniczącym Komitetu Wykonawczego Leningradzkiego Rady Obwodowej, od 9 kwietnia 1971 do 24 lutego 1976 zastępcą członka, a od 5 marca 1976 do 23 lutego 1981 członkiem KC KPZR. Był deputowanym do Rady Najwyższej ZSRR.